# Loi du 22 juin 2023 relative à l'accélération du nucléaire
Lire en ligne

Lire sur Légifrance

La loi du 22 juin 2023 relative à l'accélération du nucléaire est une loi française qui supprime l'objectif d'une limitation à 50 % de la part du nucléaire dans la production énergétique d'ici 2035.
Pendant les débats, l’Assemblée nationale sanctuarise l’« organisation duale » entre l’ASN et l’IRSN,, qui seront néanmoins fusionnées par une loi créant l'ASNR adoptée en mai 2024,,.
La loi facilite les procédures administratives pour accélérer la construction de nouveaux réacteurs de type EPR2, prévus sur des sites nucléaires existants. Plusieurs mesures traitent aussi de la planification énergétique, de la prolongation des vieilles centrales et des sûreté et sécurité nucléaires.